# KF Ramiz Sadiku
KF Ramiz Sadiku kosovski je nogometni klub iz Prištine. Trenutačno se natječe u ligi Liga e Parë, drugoj nogometnoj ligi Kosova.
Klub je dobio ime po Ramizu Sadikuu (1915. − 1943.), narodnom heroju (odlikovan Ordenom narodnog heroja) kosovsko-albanske nacionalnosti, protagonistu otpora nacifašističkoj osovini tijekom Drugog svjetskog rata.
Najveći uspjeh kluba postignut je u sezoni 1982./83., kada je osvojio Kosovsku nogometnu ligu, prvenstvo Socijalističke Autonomne Pokrajine Kosovo, treće jugoslavenske lige. Tada se natjecao kao GIK Ramiz Sadiku, gdje je akronim Građevinsko industrijski kombinat.

## Uspjesi
- Kosovska liga: 1982./83.

## Dresovi
| Godina nepoznata | Godina nepoznata | Godina nepoznata |

## Vanjske poveznice
- Profil na stranici kosovskog saveza
- Facebook